# John Mainstone
Sydney John Mainstone (né le 12 janvier 1935 et mort le 23 août 2013,) est un physicien australien.
Il est particulièrement connu pour avoir supervisé pendant cinquante-deux ans  l'expérience de la goutte de poix.

## Carrière
John Mainstone a reçu un baccalauréat universitaire ès sciences en 1954 ; en 1958, il obtient un doctorat (Ph.D.) à l'université d'Adélaïde pour ses travaux sur la vitesse des météores.
Il a supervisé l'expérience de la goutte de poix pendant plus de cinquante ans.

## Hommages
- médaille de l'ordre d'Australie
- avec Thomas Parnell un Prix Ig Nobel en 2005